# 克诺珀斯
克诺珀斯（英語：Canopus） 古埃及城市，位于伊斯坎德里耶省，尼罗河三角洲西岸。油膏工业中心和亚历山大人的游乐地点。克诺珀斯祭拜的俄赛里斯神的形象是一个人头容器，故考古学家误把克诺珀斯坛认为是古埃及人在制成木乃伊后置放内脏的兽头坛。